# Yossi & Jagger
Yossi i Jagger (hebr. יוסי וג'אגר) – izraelski melodramat wojenny w reżyserii Etana Foksa z 2002 roku opowiadający o gejowskiej miłości w armii izraelskiej.

## Fabuła i wymowa filmu
Film jest opartą na faktach historią miłości pomiędzy dwoma izraelskimi żołnierzami. W pobliżu granicy stacjonuje niewielki oddział patrolujący rejony w pobliżu Libanu. Trwa militarne napięcie po wojnie między Izraelem a Libanem. Josi jest dowódcą samodzielnego plutonu, młodym człowiekiem skrytym i zamkniętym w sobie, szorstkim w obyciu, który swoją przyszłość chce związać z wojskiem. Lior, jego podwładny (nazywany przez całą kompanię Jaggerem) to otwarty, wesoły człowiek i dość wyluzowany jak na warunki wojskowe, który niedługo kończy obowiązkową służbę w armii i w którym podkochuje się dziewczyna z oddziału. Obaj odkrywają siebie niespodziewanie podczas zimowego, samotnego patrolu.
Jagger jest w stanie zaryzykować i „jak w amerykańskim filmie” spróbować wspólnego życia i szczęścia bez względu na wszystko. Dla Josiego ta miłość może trwać tylko w ich prywatnym świecie, a jej odkrycie oznaczałoby całkowitą kompromitację. Paraliżuje go strach i agresywnie reaguje na propozycje wspólnego życia w cywilu. Splot wydarzeń sprawi, że odważy się wykrzyczeć „kocham cię” dopiero w dramatycznych okolicznościach.
Film pokazuje życie młodych Izraelczyków, którzy poświęcają młodość armii i ojczyźnie próbując przy tym zachować odrobinę spontaniczności, własnej indywidualności i uczuć. Portretuje też społeczeństwo Izraelskie skazane na życie w tych trudnych czasach. Film ma przy tym wyraźną wymowę antywojenną.

## Realizacja i przyjęcie filmu
Film powstał na fali powszechnej liberalizacji postaw społecznych wobec homoseksualizmu oraz tolerancji w dziedzinie prawa i praktyki politycznej wobec LGBT, które nastąpiły w Izraelu po 1998 r. Zrealizowany został przez reżysera Etana Foksa i producenta Gala Uchovsky'ego, otwarcie deklarujących swój związek. Przewodnią piosenkę do ścieżki dźwiękowej nagrał bardzo popularny w Izraelu piosenkarz Iwri Lider, który również jest gejem.
Pierwotnie powstał dla izraelskiej telewizji, jednak po dobrym przyjęciu podczas emisji kinowych w Izraelu, twórcy zdecydowali się na rozpowszechnianie go w tej wersji również za granicą. Film odniósł niespodziewany przez twórców sukces – uzyskał szereg nagród, a kupiony przez Strand Relealsing podczas Berlinale 2003, został pokazany szerszej, międzynarodowej publiczności i już przez pierwsze cztery tygodnie wyświetlania zarobił ponad 100 tysięcy dolarów. Odtwórcom tyłowych ról, Ohadowi Knollerowi i Yehudzie Leviemu, obraz przyniósł dużą popularność.
Wersja na DVD wydana przez Strand Releasing ukazała się 30 marca 2004 r.

## Soundtrack
Przewodnim utworem filmu jest piosenka pt. Bo (wymieniana również jako Let's, Come lub Your Soul), do której słowa napisał Miri Feigenboim, a muzykę skomponował Rami Kleinstein. Utwór ten przewija się przez fabułę filmu w wykonaniu izralskiej piosenkarki Rity Kleinstein. W ostatnich ujęciach filmu brzmi cover piosenki w wykonaniu Iwri Lidera. W tej interpretacji piosenka ukazała się również na wideoklipie (w wersji hebrajskiej i angielskiej) emitowanym w muzycznych kanałach telewizyjnych. Otrzymała też wiele pozytywnych opinii i w 2003 r. stała się jednym z najpopularniejszych utworów radiowych. W wideoklipe w dużej części wykorzystano ujęcia filmu.

Chodź, usuńmy tą mglistą zasłonę.

Wyjdźmy na światło i nie bądźmy więcej w cieniu.

Jak długo jeszcze można grać w tę wojnę?

Czasami masz prawo zapłakać, kiedy coś boli cię wewnątrz.

Opowiedz mi w chwilach strachu, albo coś o twojej rodzinie.

Przecież o wiele łatwiej jest odczuwać strach wspólnie.

Kiedy zimny wiatr zawieje na zewnątrz, prześlę ci ciepłe wspomnienie.

Być może któregoś dnia przestaniesz ukrywać w cieniu swoją duszę.

## Nagrody i nominacje
- 2003
  - nagrody Izraelskiej Akademii Telewizyjnej
    - dla Jehudy Lewiego w kategorii najlepszego aktora w dramacie, miniserialu lub filmie telewizyjnym
    - dla filmu w kategorii najlepszego oryginalnego filmowego dramatu telewizyjnego

  - nagroda dla Jehudy Lewiego w kategorii najlepszy aktor na The Annual Lesbian and Gay Film Festival (Dallas OUT TAKES)
  - nagroda dla Ohada Knollera w kategorii najlepszy aktor na Tribeca Film Festival
  - nagroda publiczności dla Etana Foksa podczas Milan International Lesbian and Gay Film Festival
  - nagroda publiczności dla Etana Foksa podczas Torino International Gay & Lesbian Film Festival
- 2004
  - nagroda GLAAD Media dla filmu w kategorii wybitnego filmu o ograniczonej dystrybucji
  - nagroda Glitter
    - dla filmu w kategorii najlepszego obrazu filmowego
    - dla filmu w kategorii najlepszego zagranicznego obrazu filmowego

## Obsada
| - Ohad Knoller jako Yossi / Josi - Jehuda Lewi jako Lior „Jagger” Amichai - Asi Kohen jako Ophir - Aya Steinovitz jako Yaeli - Hani Furstenberg jako Goldie - Sharon Raginiano jako pułkownik | - Yuval Semo jako Psycho - Yaniv Moyal jako Samoncha - Hanan Sawjon jako Adams - Erez Kahana jako Yaniv, kucharz - Shmulik Bernheimer jako Shmuel „Shmulik” Amichai - Yael Pearl jako Varda Amichai |